# Gostynin
Gostynin je město v Polsku v Mazovském vojvodství v okrese Gostynin, jehož je společně s městskou a vesnickou gminou správním střediskem. Leží na řece Skrwa Lewa (levostranný přítok řeky Visly), nachází se asi 123 km severozápadně od Varšavy. V roce 2024 zde žilo 16 986 obyvatel.
Nachází se zde farní kostel Božího Milosrdenství a zámek. Je zde rovněž několik jezer. Sousedními městy jsou Gąbin, Kowal, Krośniewice, Kutno, Lubień Kujawski, Płock a Żychlin.

## Historie
První písemná zmínka o městě pochází z roku 1279. Městská práva získal Gostynin v roce 1382.

## Doprava
Kolem Gostyninu prochází státní silnice 60, která tvoří jeho jihovýchodní obchvat. Procházejí tudy rovněž vojvodské silnice 265 a 573. 